# جسر (تمرين)
الجسر ويسمى أيضًا الجسر الجمبازي هو تمرين يتم استخدام العديد من أشكال هذا التمرين في جميع أنحاء العالم، وأكثرها شيوعًا هو موازنة الجسم على اليدين والقدمين. يهدف إلى تحسين قوة أسفل الظهر والألوية. تظهر أمثلة على الربط بين التطبيقات الرياضية أو تطبيقات الدفاع عن النفس في الكونغ فو، والجودو، والجيو جيتسو البرازيلي، والكابويرا، وفنون القتال المختلطة، والمصارعة.
في اليوجا، تسمى هذه الوضعية بالتحديد العجلة، بينما يشير الاسم الغربي "وضعية الجسر" إلى ثني الظهر أقل صرامة حيث يكون الجسم مستقيمًا إلى حد ما من الركبتين إلى الكتفين، ويكون معظم الانحناء في الركبتين.

## الاختلافات
إن تمرين الجسر ليس حركة مفردة، بل يشمل مجموعة واسعة من الاختلافات والتقدمات. لا يوجد اختلاف قياسي واحد متفق عليه للجسر كما هو الحال مع تمارين وزن الجسم الشائعة الأخرى.

### عقدة الجسر
وضع الجسر هو شكل ثابت من تمرين الجسر الذي يتضمن الدخول في وضع الجسر الكامل كما هو موضح في الجزء العلوي من المقالة والاحتفاظ بالوضع، إما لبعض الوقت أو حتى الإرهاق. ربما يكون هذا التنوع هو التنوع الأكثر شيوعًا للجسر في جميع أنحاء العالم، ولكنه يُستخدم بشكل شائع في دوائر الجمباز لبناء القوة من أجل التقدم إلى بعض أشكال الجسر الأكثر صعوبة.

### تمرين الضغط على الجسر
يتضمن تمرين الضغط على الجسر الاستلقاء على الأرض على الظهر مع سحب القدمين إلى الأرداف ووضع راحة اليدين على الأرض على جانبي الرأس، يليه دفع الجسم بالكامل إلى الأعلى بكلا الذراعين والقدمين. يقوم الممارس بعد ذلك بسحب الجسم إلى الوضع الأصلي ويكرر الحركة بأكملها لعدد محدد من التكرارات، أو حتى الإرهاق. وهذه أيضًا إحدى الطرق للوصول إلى وضعية تثبيت الجسر، إلى جانب إغلاق الجسر أدناه.

### تمرين الضغط على الجسر بيد واحدة
يمكن إضافة قدر كبير من الصعوبة إلى تمرين الضغط الجسري العادي من خلال تنفيذ الحركة بدعم من ذراع واحدة فقط. يؤدي هذا أيضًا إلى إدخال أحادية الجانب إلى الحركة، حيث يعمل في المقام الأول على جانب واحد فقط من منتصبات العمود الفقري، وخاصة جانب واحد فقط من العضلة الدالية.

### تمرين الضغط على الجسر بساق واحدة
تمامًا كما هو الحال أعلاه، يمكن أيضًا تنفيذ تمرين الضغط على الجسر مع تمديد ساق واحدة. عندما يتم ذلك، لا يتم تقديم الأحادية الجانب فقط، ولكن يتم تشغيل أوتار الركبة والألوية (وكذلك العضلات الأخرى في الأطراف السفلية التي يعمل عليها الجسر) بشكل أكبر.

### المشي على الحائط
المشي على الحائط هو نوع آخر شائع من أنواع الجسر والذي يتضمن الوقوف مع ظهر الشخص إلى الحائط على مسافة متفاوتة، يليه الانحناء للخلف حتى يتمكن الشخص من الضغط على راحة يده في الحائط من الخلف. يقوم الممارس بعد ذلك بالمشي بيديه على طول الحائط وصولاً إلى الأرض. ولجعل التمرين أكثر صعوبة، يمكن أيضًا إنهاء الحركة من خلال الاستمرار في المشي طوال الطريق إلى الأعلى مرة أخرى، ثم الدفع عن الحائط بذراعيك إلى وضع الوقوف الأصلي. يمكن القيام بذلك لعدة تكرارات.

### إغلاق الجسر
يتضمن الجسر الختامي الوقوف بشكل مستقيم مع مسافات متفاوتة بين القدمين، ثم الانحناء ببطء أكثر فأكثر إلى الخلف مع مد الذراعين إلى الخلف، حتى يصل المرء إلى الجسر الدائم. هذه هي الطريقة النموذجية التي يستخدمها لاعبو الجمباز للوصول إلى وضع الجسر أعلاه، ولكنها أيضًا تمرين قوة ممتاز في حد ذاته عندما يتم إجراؤه لتكرارات متعددة.

### جسر قائم بذاته
يعتبر البعض أن هذا التنوع هو التنوع الأكثر تقدمًا للجسر، وهو التنوع الذي يتطلب قدرًا أكبر من القوة. وهو يتضمن أداء جسر إغلاق كامل كما هو مذكور أعلاه، يليه "فتح" الجسر مرة أخرى إما عن طريق الدفع عن الأرض بالذراعين أو العودة إلى وضع الوقوف بالاعتماد فقط على العضلات في الجذع والساقين. علاوة على ذلك، يمكن إدخال الأحادية الجانب إلى هذا التنوع من خلال أداء الحركة بأكملها بذراع واحدة فقط.